# Strahlensensibilität
Strahlensensibilität (lateinisch sensibilitas Empfindlichkeit) bezeichnet im Bereich der Strahlenbiologie, Medizinphysik und Medizin die Empfindlichkeit von biologischen Zellen, Geweben oder Lebewesen gegenüber den Einwirkungen energiereicher oder ionisierender Strahlen.
Gewebe und Zellen, die sich schnell teilen und proliferieren, sind besonderes strahlensensibel.
Gewebe und Zellen mit einer geringen Teilungsrate sind weniger strahlenempfindlich. Ursache dafür sind die an der DNA angerichteten Strahlenschäden, die Einfluss auf die Teilungsfähigkeit einer Zelle haben. In Teilungsruhe befindliche Zellen können trotz der Schäden ihrer Funktion im Organismus nachkommen, bis die Zellen eine schließlich folgende Teilung nicht durchführen können und sterben.
Experimentell konnte durch Medikamente, die in Zellen die Apoptose abschalten, eine erhöhte Strahlenresistenz erreicht werden.